# Tetraevangelia de João Alexandre

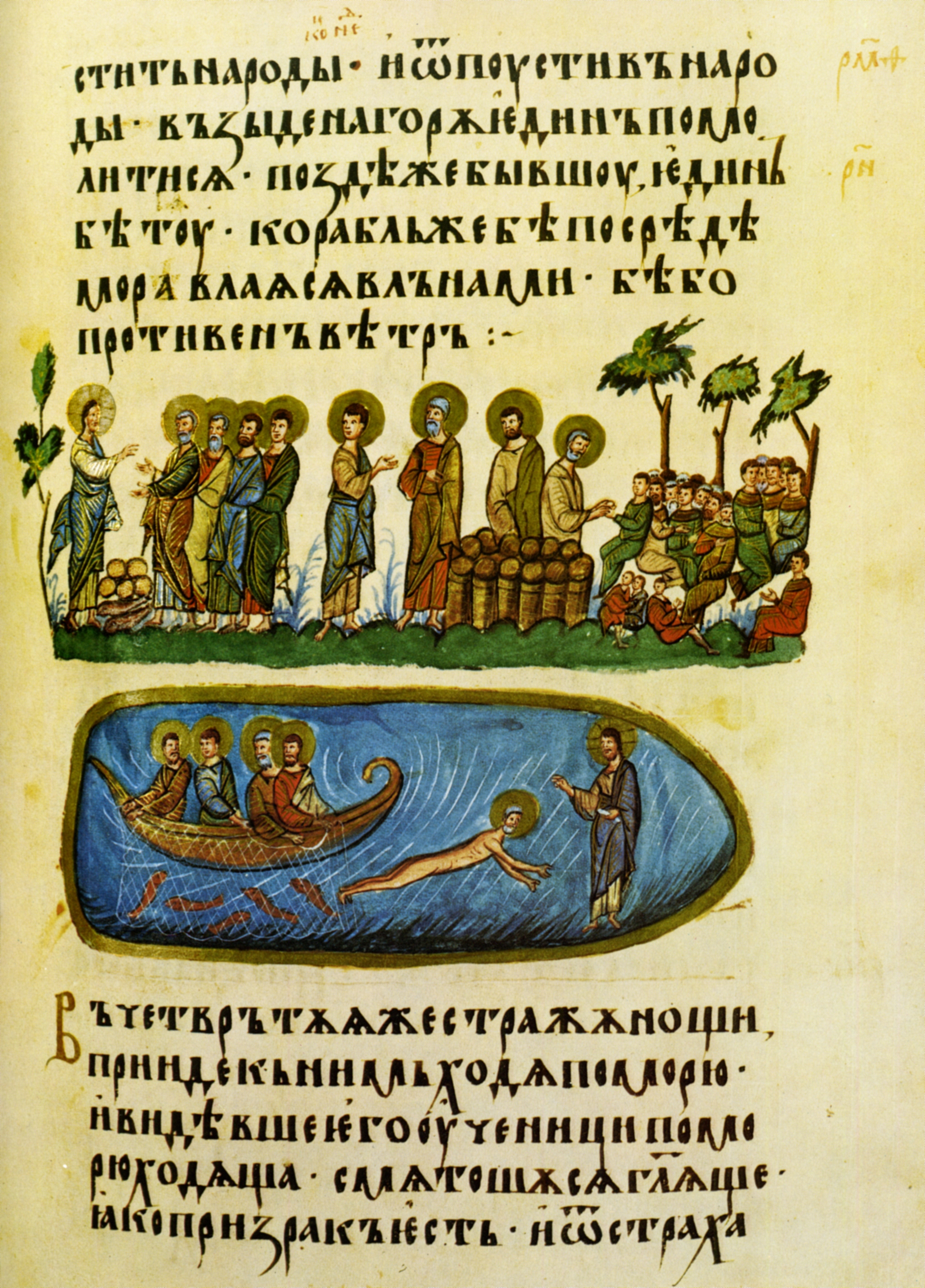
Um dos fólios mostrando os milagres da multiplicação dos pães e peixes (acima) e a segunda pesca milagrosa (abaixo).

O Tetraevangelia de João Alexandre (em búlgaro:  Четвероевангелие на (цар) Иван Александър - "Quatro Evangelhos de João Alexandre") é um manuscrito iluminado dos Evangelhos do século XIV]] escrito em búlgaro antigo, preparado e iluminado durante o reinado do tsar João Alexandre do Império Búlgaro. Ele é considerado um dos mais preciosos tesouros históricos da cultura búlgara e, possivelmente, o de maior valor artístico.
O manuscrito, que atualmente está na Biblioteca Britânica (add. MS 39627) contém o texto dos quatro evangelhos ilustrado com 366 (ou 352, dependendo de como se agrupa) iluminuras e consiste de 286 fólios de pergaminho de 33 por 24,3 cm de área, paginado posteriormente a lápis. O fólio 74, provavelmente o que trazia uma iluminura ilustrando o dia do Juízo Final, foi cortado e roubado em tempos modernos.

## História
O manuscrito foi escrito por um monge chamado Simeão entre 1355 e 1356 por ordem de João Alexandre. Não se sabe ao certo se Simeão também iluminou o volume ou se simplesmente foi o copista e calígrafo. A técnica de escrita tem claras semelhanças com a Crônica de Manasses (1344-1345), outro volume produzido pela Escola Literária de Tarnovo. Ele era originalmente encapado com ouro, gemas e pérolas, mas parte desta capa desapareceu e foi substituída pela atual.
Depois da queda de Tarnovo para o Império Otomano em 1393, o manuscrito foi levado para a Moldávia, provavelmente por um fugitivo búlgaro. Ele passou alguns anos lá e foi posteriormente comprado por ordem do príncipe Alexandru cel Bun, o que é evidenciado por uma nota em tinta vermelha na margem do fólio 5.
O destino posterior do manuscrito até sua chegada ao Mosteiro de Agiou Pavlou ("Mosteiro de São Paulo") em Monte Atos é incerta, mas o documento já aparece como parte da coleção do mosteiro no século XVII. O viajante e colecionador inglês Robert Curzon (posteriormente, Barão Zouche), que visitou o mosteiro em 1837, recebeu o Tetraevangelia de presente do abade. O ato salvou o manuscrito de ser destruído por incêndio que queimou toda o mosteiro e sua coleção no final do século XIX.
Curzon publicou um inventário de sua coleção de manuscritos em 1849, tornando assim o Tetraevangelia disponível para a comunidade científica pela primeira vez em 1849. Porém, ele não permitiu que se trabalhasse diretamente com o original, o que provocou muitas especulações, suposições e rumores sobre o manuscrito.
Depois da morte de Curzon em 1873, a coleção toda foi doada para o Museu Britânico em 1971 por sua filha Darea, o que permitiu uma pesquisa científica detalhada sobre o documento. Quando a Biblioteca Britânica foi criada, em 1973, o manuscrito passou a fazer parte de sua coleção.